# 西尾光一
西尾 光一（にしお こういち、1913年(大正2年)6月21日 - 1998年(平成10年)3月19日）は、日本の国文学者。

## 略譜
西尾実の長男として長野県下伊那郡飯田町（現飯田市）に生まれる。1926年、一家で東京府豊多摩郡落合町に移る。旧制浦和高等学校文科を経て、1936年東京帝国大学文学部国文科卒。
1943年陸軍士官学校教授、1946年東京外国語大学教授を経て、1949年山梨大学教授、1979年定年退官、名誉教授、同年清泉女子大学教授、1985年上田女子短期大学学長。1989年11月勲三等旭日中綬章受章。中世説話文学を専門とした。

## 著書
- 『私たちの日本古典文学 7 今昔物語』さ・え・ら書房、1959
- 『岩波講座日本文学史 第6巻 中世説話文学』岩波書店、1959
- 『中世説話文学論』塙選書、1963
- 『宇治拾遺物語 日本霊異記』さ・え・ら書房、1964 私たちの日本古典文学
- 『今昔物語 若い人への古典案内』社会思想社 現代教養文庫、1965
- 『説話文学小考』教育出版、1985

### 共編・校注
- 『日本古典文學大系 宇治拾遺物語』渡辺綱也共校注 岩波書店、1960
- 『撰集抄』校注 岩波文庫、1970
- 『古典II 古文 平家物語』編 筑摩書房、1973
- 『金撰集』美濃部重克共編 古典文庫、1973
- 『日本の説話 第1巻 原点と周辺』臼田甚五郎共編 東京美術、1974
- 『鑑賞日本古典文学 第23巻 中世説話集 古今著聞集・発心集・神道集』貴志正造共編 角川書店、1977
- 『撰集抄 松平文庫本』編 古典文庫、1977
- 橘成季『新潮日本古典集成 古今著聞集』小林保治共校注 新潮社、1983-1986
- 『随筆・紀行・物語 古典(古文) 』秋山虔、峯村文人他共編 筑摩書房、1984

### 記念論文集
- 『論纂説話と説話文学 西尾光一教授定年記念論集』三谷栄一、国東文麿、久保田淳編 笠間書院、1979 笠間叢書
- 『絵解き 資料と研究 西尾光一先生古稀記念論集』林雅彦、渡邊昭五、徳田和夫編 三弥井書店、1989

## 参考
- 「日本人名大辞典」講談社 2001年
- 林雅彦「西尾光一先生略年譜・主要著述目録 (西尾光一先生追悼号)」『絵解き研究』第15号、絵解き研究会、1999年6月、1-9頁、ISSN 0288593X、NAID 40004459642。